# Ieti Taulealo
Ieti Taulealo (23 aprile 1986) è un calciatore samoano americano, di ruolo centrocampista.

## Carriera

### Nazionale
Il 30 agosto 2007 esordisce con le Samoa Americane contro le Vanuatu subentrando al minuto 70, match dei Giochi del sud Pacifico e facente parte delle qualificazioni al campionato mondiale di calcio 2010.

## Statistiche

### Cronologia presenze e reti in nazionale
| Cronologia completa delle presenze e delle reti in nazionale ― Samoa Americane | Cronologia completa delle presenze e delle reti in nazionale ― Samoa Americane | Cronologia completa delle presenze e delle reti in nazionale ― Samoa Americane | Cronologia completa delle presenze e delle reti in nazionale ― Samoa Americane | Cronologia completa delle presenze e delle reti in nazionale ― Samoa Americane | Cronologia completa delle presenze e delle reti in nazionale ― Samoa Americane | Cronologia completa delle presenze e delle reti in nazionale ― Samoa Americane | Cronologia completa delle presenze e delle reti in nazionale ― Samoa Americane |
| Data                                                                           | Città                                                                          | In casa                                                                        | Risultato                                                                      | Ospiti                                                                         | Competizione                                                                   | Reti                                                                           | Note                                                                           |
| ------------------------------------------------------------------------------ | ------------------------------------------------------------------------------ | ------------------------------------------------------------------------------ | ------------------------------------------------------------------------------ | ------------------------------------------------------------------------------ | ------------------------------------------------------------------------------ | ------------------------------------------------------------------------------ | ------------------------------------------------------------------------------ |
| 30-08-2007                                                                     | Apia                                                                           | Samoa Americane                                                                | 0 – 15                                                                         | Vanuatu                                                                        | Qual. Mondiali 2010                                                            | -                                                                              | 70’                                                                            |
| Totale                                                                         |                                                                                | Presenze                                                                       | 1                                                                              |                                                                                | Reti                                                                           | 0                                                                              |                                                                                |